# Collège Sévigné
Le collège Sévigné, fondé en 1880, est un établissement privé laïque parisien sous contrat d'association avec l'État. Il est l'un des premiers établissements scolaires secondaires ouvert aux jeunes filles en France. On trouve parmi ses anciennes élèves nombre de personnalités du monde de l'éducation.
Classé onzième en 2023 par Le Figaro parmi les meilleurs lycées privés de France, il propose aujourd'hui un enseignement qui couvre le primaire, le secondaire avec une section bilingue et le supérieur (préparations aux concours).

## Histoire

### Contexte de la fondation
L'établissement est fondé le 3 novembre 1880 par les membres de la Société pour la propagation de l'instruction parmi les femmes (dont Michel Bréal, Marie-Joséphine de Marchef-Girard, Frédéric Passy), déjà à l'initiative de la création de l'École alsacienne l'année précédente. L'historienne Marie-Joséphine de Marchef-Girard en assure la direction de 1880 à 1883.
Depuis la Révolution française, les femmes n'ont plus accès à l'enseignement secondaire en France, contrairement par exemple aux États-Unis ou à l'Allemagne. C'est en décembre de la même année que fut promulguée la loi Camille Sée instituant les lycées de jeunes filles, mais ceux-ci ne les préparaient pas encore au baccalauréat.
Mathilde Salomon devient directrice du collège Sévigné en 1883 ; elle en assura la direction jusqu'à son décès en 1909. Thérèse Sance lui succède en tant que directrice.
Externat privé et laïque, l'établissement était alors le seul en France à proposer aux filles un enseignement équivalent à celui des lycées de garçons ; il se taille rapidement une réputation d'excellence.

### Formation de jardinières d'enfants
En 1909, le collège Sévigné ouvre un jardin d'enfants, et forme dès lors chaque année une trentaine d'élèves au métier de jardinière et d'institutrice. Sous l'impulsion de Thérèse Sance, la nouvelle directrice, membre de la Nouvelle éducation, le collège Sévigné devient le premier établissement en France où sont enseignés les principes de Fröbel, Maria Montessori et John Dewey.
Le philosophe Alain y donne de 1925 à 1926 un cours de pédagogie enfantine, tout comme l'écrivain et critique littéraire Jean Guéhenno, qui y enseigne et la professeure de philosophie, socialiste, féministe et pacifiste Jeanne Halbwachs.

### Corps enseignant
Toujours dans les années 1920-1930, plusieurs autres professeurs sont engagés par la directrice Mathilde Salomon pour rejoindre le corps enseignant du collège Sévigné : le philosophe Frédéric Rauh, le philosophe Raoul Allier, l'historien Arthur Giry, le biologiste et chimiste Émile Duclaux, l'historien et homme politique socialiste Albert Thomas ou encore Marguerite Thibert, docteur ès lettres et historienne. Plus tard, une seconde génération de professeurs vint également rejoindre la précédente : le philosophe Maurice Merleau-Ponty, le sociologue franco-russe Georges Gurvitch, le philosophe et musicologue Vladimir Jankélévitch, le linguiste Georges Dumézil, l'historien Fernand Braudel, le philosophe Emmanuel Mounier, l'historien Jérôme Carcopino ainsi que l'helléniste Jacqueline de Romilly. De septembre 1941 à 1942, date de son départ pour rejoindre les Forces françaises libres de Londres, le journaliste et résistant Pierre Brossolette enseigna l'histoire au collège Sévigné.

### Seconde Guerre mondiale
Plusieurs élèves ont été déportés et sont morts assassinés à Auschwitz : Francine Bloch (1923-1944), Claude Hirtz (1924-1942), Juliette Mowszowicz (1924-1943), Suzanne Sahel (1925-1942), Michel Sikora (1935-1943).
Le 24 mai 2023, l'établissement rend hommage à ces élèves et à ses anciennes élèves Justes parmi les Nations, Josèphe Massé née Cardin (1923-1992), Madeleine Steinberg née White (1921-2008) et Suzanne Guimbretière née Mathieu (1923-2016).

## Influence
Nombre d'anciennes élèves du collège Sévigné furent elles-mêmes des fondatrices d'école.
Madeleine Daniélou s'inspira des méthodes de Sévigné où elle avait étudié puis enseigné. Elle fonda en 1913 le collège Sainte-Marie de Neuilly, permettant aux jeunes filles catholiques de poursuivre leurs études jusqu'au baccalauréat, tout en leur évitant de perdre la foi par une éducation par trop laïque.
Mais c'est surtout le cours de jardinières d'enfants qui devint un vivier pour l'éducation nouvelle en France. Émilie Brandt y enseigna et participa à la création en 1918 d'une annexe au collège à Strasbourg, avant de créer sa propre école, qui prit ensuite son nom, à Levallois-Perret.
Germaine Girard, directrice par la suite de l'école du Père Castor y fut également enseignante. Marie Rist y fut formée avant de créer l'École nouvelle d'Antony en 1961.

## Anciennes et anciens élèves
- Thérèse Bertrand-Fontaine[14] , médecin ;
- Lise Bloch, femme de l'homme d’État Léon Blum ;
- Hélène Boucher, aviatrice ;
- Clotilde Bréal, fille de Michel Bréal et épouse du prix Nobel de littérature Romain Rolland, puis du pianiste Alfred Cortot[20] ;
- Ève Curie, pianiste et diplomate[13] ;
- Thomas Dutronc, fils de Jacques Dutronc et Françoise Hardy[21] ;
- Madeleine Jaurès, fille de l'homme politique socialiste Jean Jaurès[22] ;
- Irène Joliot-Curie, chimiste et physicienne ;
- Elisabeth Maxwell, historienne de la Shoah ;
- Yvonne Sorrel-Dejerine, neurologue ;
- Hélène Viannay[23], résistante durant la Seconde Guerre mondiale ; fondatrice de l'école de voile Les Glénans ;
- Louise Weiss, féministe, journaliste, femme politique française et députée européenne (1979-1983).

## L'établissement actuel
L'établissement est situé au 28 rue Pierre-Nicole, dans le 5e arrondissement de Paris, depuis 1925 ; s'y déroulent les cours de la sixième à la terminale. Il a fait l'objet d'une rénovation intégrale en 2021-2022. Une annexe se trouve au 39, rue Henri-Barbusse ; s'y déroulent les cours de préparation aux concours (CAPES, agrégations, École du Louvre, grandes écoles de cinéma). Depuis la rentrée 2016, les cours de la petite section de maternelle au CM2 se tiennent dans une deuxième annexe au 95 boulevard Arago.
En 2017, le lycée se classe 15e sur 114 au niveau départemental quant à la qualité d'enseignement selon le quotidien Le Parisien et 36e sur 112 ainsi que 193e sur 2277 au niveau national selon le magazine L'Express,. Le classement est établi sur trois critères : le taux de réussite au bac, la proportion d'élèves de première qui obtient le baccalauréat en ayant fait les deux dernières années de leur scolarité dans l'établissement, et la « valeur ajoutée » (calculée à partir de l'origine sociale des élèves, de leur âge et de leurs résultats au diplôme national du brevet).
En 2023, grâce à son taux de réussite au bac de 100 % et son taux de mention de 96 %, le lycée du collège Sévigné est classé 11e meilleur lycée privé de France par Le Figaro, passant ainsi devant l'École alsacienne. Le lycée Sévigné obtient en outre +11, l'une des meilleures « valeur ajoutée » (part des élèves de seconde restant dans l'établissement jusqu'au bac) du classement national.[réf. nécessaire]

## Polémique
En 2023, le collège Sévigné est au centre d'une polémique, à la suite de révélations du journal Médiapart. Plusieurs anciennes élèves accusent un professeur d'emprise, d'agressions sexuelles et de viols. La direction est accusée d'avoir protégé le professeur, malgré les alertes d'une des victimes présumées. Après la parution de l'article, le professeur, qui dément, est suspendu. Des élèves bloquent le collège pour protester contre la direction, accusée de complicité.